# Gyōson
Gyōson (行尊?   1055-21 de marzo de 1135) fue un poeta japonés y monje budista del Tendaishū que vivió en la segunda mitad de la era Heian. Fue conocido con el título de Daisōjō (大僧正?) del Byōdō-in.

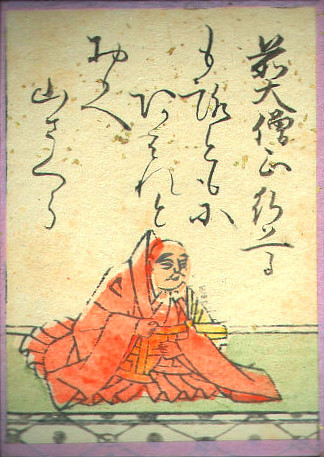
Gyōson, en el Ogura Hyakunin Isshu.

Su padre fue el Sangi Minamoto no Tomohira. Se convirtió en monje en 1066 y acudió al templo de Mii-dera. Aprendió el Vajrayāna a través del monje Raigō e hizo prácticas ascéticas en el Monte Ōmine, en el Monte Katsuragi y en Kumano. Fue nombrado como segundo administrador del santuario sintoísta Kumano Sanzan. Fue nombrado Gojisō (en 1111), Gondaisōjō (en 1116) y luego como Daisōjō (en 1125).
Fue gran oficial del Mii-dera y en 1123 fue nombrado sumo sacerdote de la secta Tendaishū, atendiendo al Mii-dera y al Enryakū-ji.
Como poeta, escribió una colección de poemas waka en el Gyōson Daisōjō-shū (行尊大僧正集?). Uno de sus poemas fue incluido en el Ogura Hyakunin Isshu.